# 170-я пехотная дивизия (вермахт)
170-я пехотная дивизия (нем. 170. Infanterie-Division) — тактическое соединение сухопутных войск вооружённых сил нацистской Германии периода Второй мировой войны. Действовало на Восточном фронте.

## История

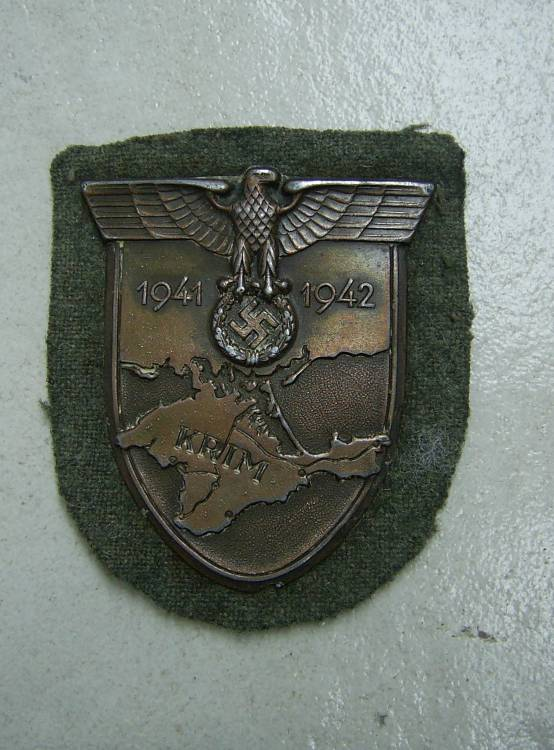
Особый знак — «Крымский щит», выдававшийся военнослужащим 11-й армии за взятие Крыма

Образована 1 декабря 1939 в Мюнстере (X военный округ).
Участвовала в оккупации Дании, Норвегии и Франции.
На Восточном фронте в составе 11-й армии участвовала в штурме Одессы, прорыве советской обороны на Перекопском перешейке и преследовании советских частей.
В ноябре и декабре 1941 года участвовала в первом и втором штурме Севастополя.
Отражала советский десант под Керчью и Феодосией, участвовала в решающем штурме Севастополя в июне 1942 года.
Переведена в группу армий «Север», участвовала в боях под Ленинградом, Нарвой и Новгородом.
Была окружена во время Восточно-Прусской операции в январе-апреле 1945 года и сдалась в плен советским частям после капитуляции Германии.

## Дислокации
| Дата          | Армия      | Группа армий           | Дислокация        |
| июнь 1940     |            | Верховное командование | Дания             |
| июль 1940     | 16-я армия | Группа армий «A»       | Лилль             |
| август 1940   | 9-я армия  | Группа армий «A»       | Северная Франция  |
| май 1941      | 11-я армия | Группа армий «Юг»      | Румыния           |
| ноябрь 1941   | 11-я армия | Группа армий «Юг»      | Крым              |
| февраль 1942  | 11-я армия | Группа армий «Юг»      | Севастополь       |
| сентябрь 1942 | 18-я армия | Группа армий «Север»   | Ленинград         |
| июль 1944     | 4-я армия  | Группа армий «Центр»   | Вильнюс           |
| февраль 1945  | 4-я армия  | Группа армий «Центр»   | Восточная Пруссия |

## Структура
| 1939                                    | 1940                                                        | 1944                                                        |
| --------------------------------------- | ----------------------------------------------------------- | ----------------------------------------------------------- |
| 391-й пехотный полк 399-й пехотный полк | 391-й пехотный полк 399-й пехотный полк 401-й пехотный полк | 391-й пехотный полк 399-й пехотный полк 401-й пехотный полк |
|                                         |                                                             | 170-й стрелковый батальон                                   |
| 240-й отряд лёгкой артиллерии           | 240-й артиллерийский полк                                   | 240-й артиллерийский полк                                   |
|                                         | 240-й сапёрный батальон                                     |                                                             |
|                                         | 240-й противотанковый артиллерийский дивизион               |                                                             |
|                                         | 240-й батальон связи                                        |                                                             |
|                                         | 240-й командир пополнения                                   |                                                             |
|                                         |                                                             | 240-й полевой запасной батальон                             |

## Командиры
- Генерал-лейтенант Вальтер Виттке (нем. Walter Wittke) (1 декабря 1939 — 8 января 1942);
- Генерал-лейтенант Эрвин Сандер (нем. Erwin Sander) (8 января 1942 — 15 февраля 1943);
- Генерал-лейтенант Вальтер Краузе (нем. Walther Krause) (15 февраля 1943 — 15 февраля 1944);
- Генерал-майор Франц Грисбах (нем. Franz Griesbach) (15 февраля 1944 — 16 февраля 1944);
- Генерал-лейтенант Зигфрид Хасс (нем. Siegfried Haß) (16 февраля 1944 — 18 мая 1944).
- Генерал-майор Франц Арнольд Бентивиньи (нем. Franz Eccard von Bentivegni) (18 мая 1944 — 1 декабря 1944);
- Генерал-лейтенант Зигфрид Хасс (нем. Siegfried Haß) (1 декабря 1944 — 8 мая 1945).